# North Shore Mountains

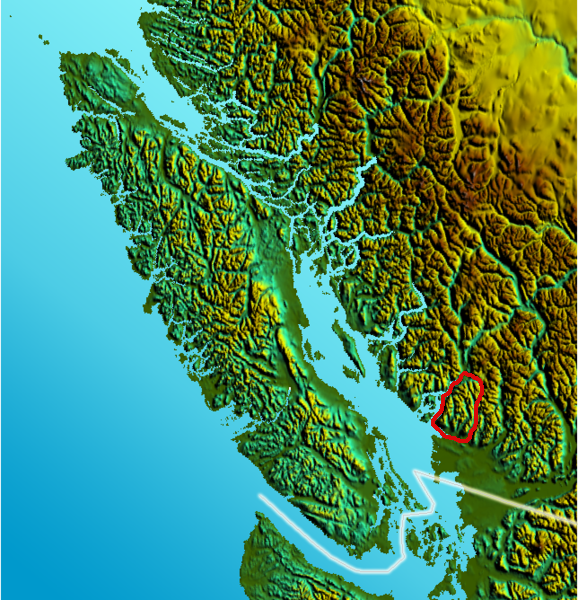
Poloha pohoří North Shore

Pohoří North Shore (anglicky North Shore Mountains) je řetězec hor v kanadské provincii Britská Kolumbie. Jeho vrchy jsou viditelné z Vancouveru a jeho širokého okolí tvoří nepřehlédnutelný horizont pro město a jeho okolí.
Strmé jižní svahy představovaly přirozenou překážku pro další rozšiřování města North Vancouver a okresu West Vancouver. Svahy křižuje velká síť cest a tras světové extratřídy pro horská kola.
Pohoří North Shore tvoří skupinu hor v nejjižnější části horského pásma Pacific Ranges, které je součástí obrovského pohoří Coast Mountains. Pohoří North Shore na jihu ohraničuje zátoka Burrard, na západě a severozápadě síť fjordů Howe Sound a na severu a severovýchodě pásmo hor Garibaldi Ranges.
Přestože hory nepatří mezi extrémně vysoké, jsou dost drsné a rozhodně by se neměly podceňovat. Povětrnostní podmínky se na severu pohoří North Shore často dost výrazně odlišují od mírného počasí v nedalekém Vancouveru. To platí zejména v zimních měsících, přesto i v létě, po ztrátě orientace, jde lehce zabloudit a to i v blízkosti tak velkého města.
Pohoří North Shore rozdělují tři hluboké údolí. Od západu na východ jsou to:
- údolí řeky Capilano
- pramene Lynn Headwaters
- údolí řeky Seymour

Řeky Seymour a Capilano tvoří široké povodí. To zasahuje hluboko do oblasti pohoří North Shore. Bez povolení nesmí v této oblasti probíhat žádná lidská činnost.
V oblasti se nacházejí dva parky, park Cypress Provincial Park a Mount Seymour Provincial Park. Na území těchto parků funguje síť cest a sjezdovek. Sjezdovku a turistické atrakce na nedaleké hoře Grouse Mountain zpřístupňuje sedačková lanovka Skyride. Po strmých svazích Grouse Mountain vede populární turistická cesta Grouse Grind.
V údolí Seymour Valley se klikatí cesta Seymour Trailway, která vede hluboko do hor. Často ji využívají turisté a filmové štáby během natáčení filmů a seriálů, například Stargate SG-1.

## Hory
V oblasti pohoří North Shore se tyčí desítky hor. Mezi nejznámější patří:
V oblasti Cypress

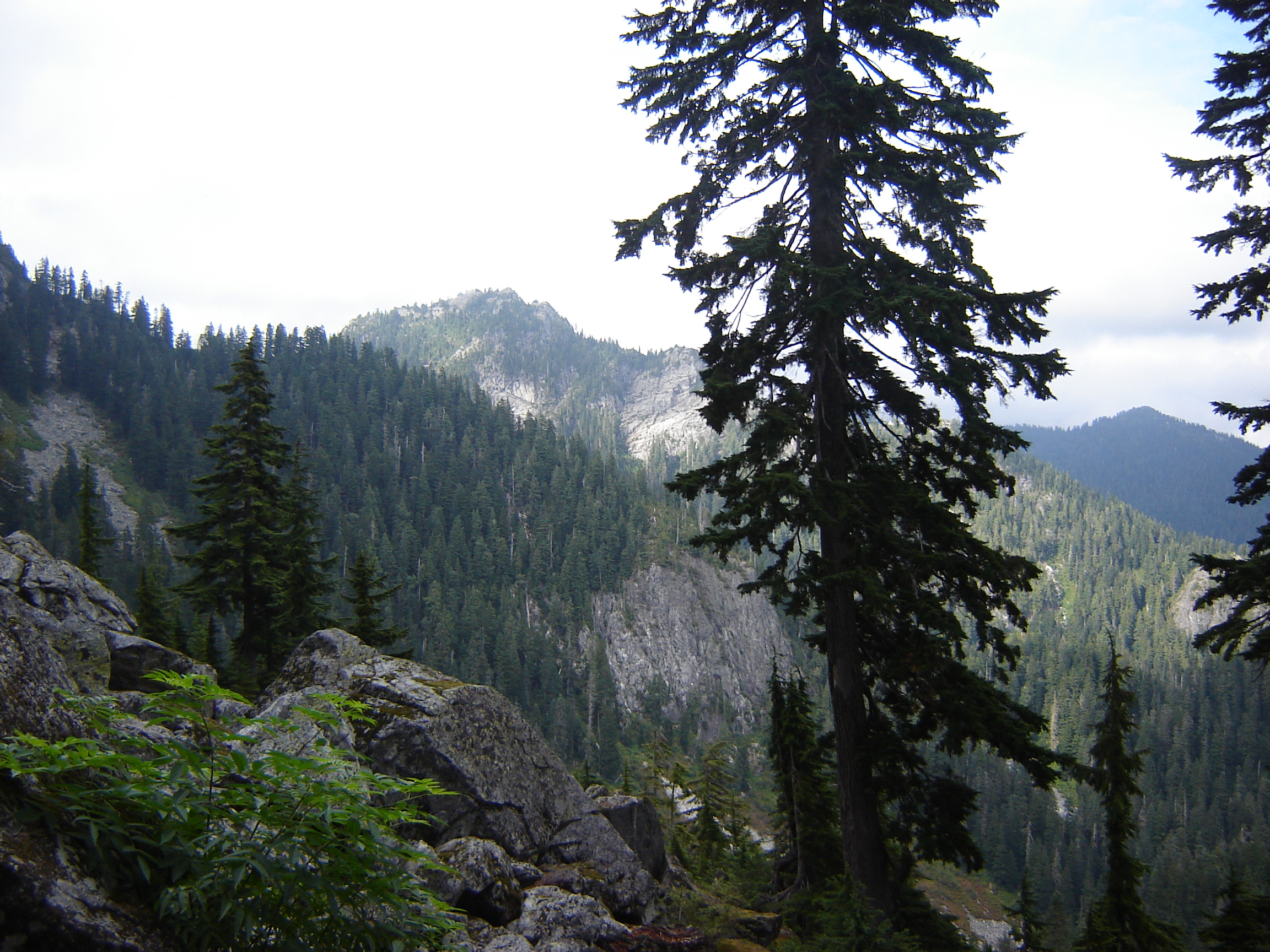
Park Mount Seymour Provincial Park

- Black Mountain (1217 m) Zalesněný vrchol s výhledem na zátoku Horseshue Bay. Sjezdovky na severních svazích spravuje horské středisko Cypress Mountain.
- Hollyburn Mountain (1325 m) Častý cíl turistů. Sjezdovky se využívají už od začátku 20. století a patří k jediným v celé oblasti Lower Mainland, které jsou udržované a upravované podle povětrnostních podmínek.
- Mount Strachan (1454 m) Sjezdovky na jižních svazích spravuje středisko Cypress Mountain.

V oblasti Grouse Mountain
- Mount Fromme (1185 m) Velký zalesněný vrchol, málo navštěvovaný. Na jeho jižních svazích jsou skvělé trasy pro horskou cyklistiku.
- Grouse Mountain (1231 m) Místo velmi populárních sjezdovek a turistické trasy Grouse Grind.
- Goat Mountain (1401 m) Další turisticky vyhledávané místo, nachází se v blízkosti lanovky vedoucí na Grouse Mountain.
- Crown Mountain (1504 m) V podstatě žulová pyramida, obtočená strmými útesy.

V oblasti Cathedral/Lynn Range

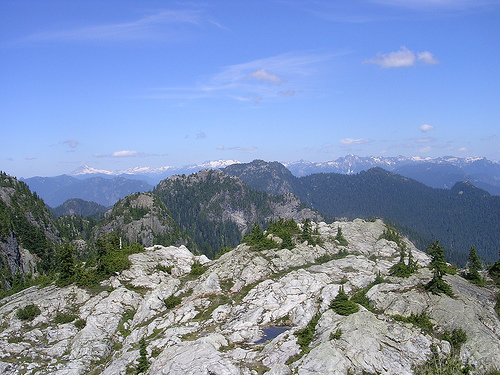
Pohled z vrcholku Mount Seymour

- Lynn Peak (1015 m) Malá zalesněná hora a populární cíl turistů pro její snadný přístup.
- The Needles (1258 m) Izolované vrchy nacházející se severně od Lynn Peak.
- Coliseum Mountain (1441 m) Dost izolovaná hora, na svazích se nachází odkrytý žulový masiv.
- Mount Burwell (1541 m) Izolovaná žulová hora na hranici volně přístupného území.
- Cathedral Mountain (1737 m) Jedna z nejvyšších a nejznámějších hor v pohoří North Shore.

V oblasti Fannin Range

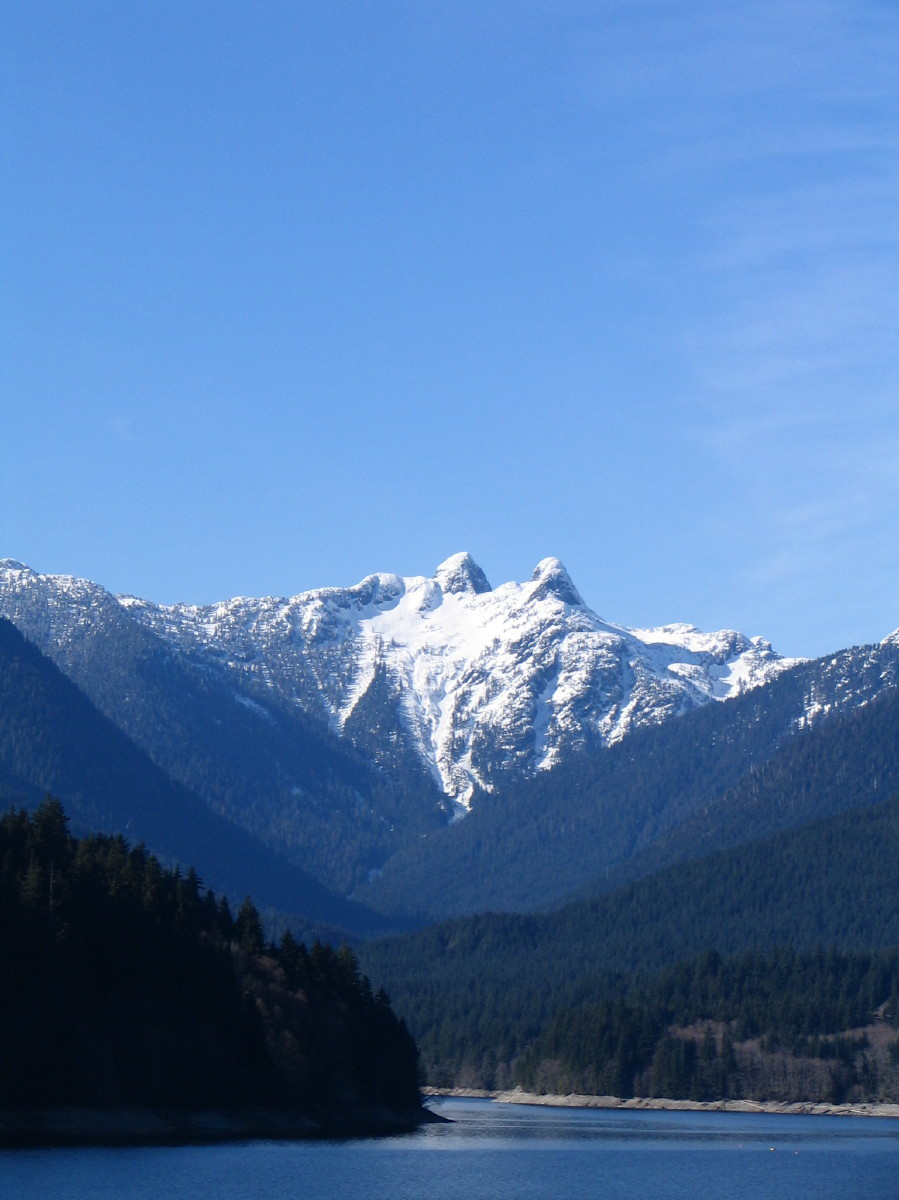
Vrchy The Lions, v popředí je jezero Capilano Lake

- Mount Seymour (1449 m) Dobrý přístup a dobré cesty činí z Mount Seymour vyhledávaný turistický cíl. V zimě na něm funguje sjezdová dráha.
- Mount Elsay (1419 m) Vzdálený vrch nacházející se za Mount Seymourem.
- Mount Bishop (1509 m) Vzácně navštěvovaná hora ve vzdálené severní oblasti parku Mt. Seymour Provincial Park.

V oblasti Lions
- The Lions (1654 m) Pravděpodobně nejznámější vrchy v pohoří North Shore. Mají charakteristický tvar a jsou vidět téměř z celé oblasti Velkého Vancouveru.
- Mount Harvey (1652 m) Izolovaný vrch tyčící se v sousedství vrchů Lions.
- Brunswick Mountain (1788 m) Nejvyšší hora z celého pohoří North Shore. Leží severně od Mount Harvey.